# Keystroke-Launcher

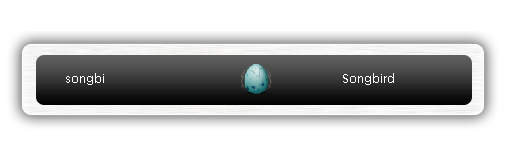
Screenshot des Keystroke-Launchers Launchy

Ein Keystroke-Launcher ist ein Programm zum Starten von Programmen. Anstatt aus einem Menü das Programm zu wählen, betätigt der Benutzer eine Taste oder Tastenkombination, woraufhin ein Eingabefenster erscheint. In diesem gibt er Teile des Programmnamens ein, um die Auswahl einzuschränken, bis ihm der gewünschte Eintrag angezeigt wird und er die Auswahl bestätigt (meist mit der Eingabetaste oder einer Schaltfläche). Manche Keystroke-Launcher bieten Zusatzfunktionen wie die Suche im Internet oder bieten außer Programmen auch Dokumente oder Kontakte zur Auswahl an.

## Beispiele
- Startmenü ab Windows Vista
- Katapult (KDE)
- Launchy
- Quicksilver (Software)